# Église Saint-Calixte de Cazaux-Fréchet-Anéran-Camors

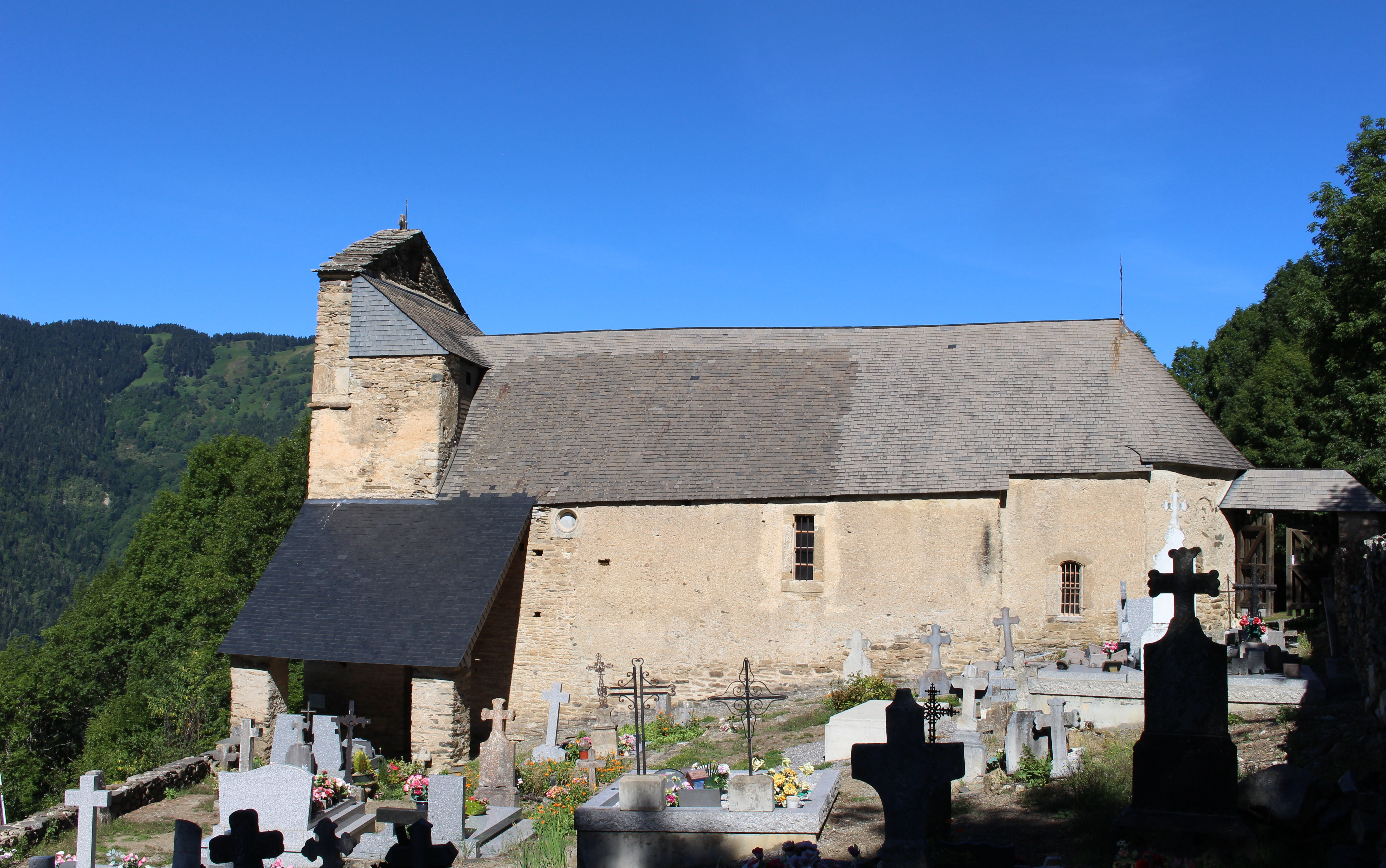

L'église Saint-Calixte de Cazaux-Fréchet-Anéran-Camors est une église catholique située à Cazaux-Fréchet-Anéran-Camors, dans le département français des Hautes-Pyrénées.

## Localisation
L'église est située dans le département français des Hautes-Pyrénées, dans le hameau de Cazaux-Fréchet.

## Historique
Selon la légende, l'édifice aurait été bâtie à l'emplacement de la sépulture de saint Calixte[Qui ?]. Originaire de Huesca, il combattit auprès du roi  Sanche le Grand contre les Maures au XIe siècle. Fait prisonnier, il refusa de renier sa foi et fut massacré par les armées ennemies au-dessus du village de Cazaux-Fréchet-Anéran-Camors.

L'église date en grande partie du XIe siècle de l'époque romane  comme l'atteste la nef unique prolongée par une abside semi-circulaire bordée à l'ouest par un son clocher-mur surmonté de quatre baies.

Au XVIe siècle, la nef a été agrandie par la construction d'une chapelle au nord  qui a reçu un décor peint, réalisé par Melchior Rodiguis. À la même époque le plafond actuel de la nef a été installé et fut décoré vers 1720.
L'édifice est classé au titre des monuments historiques depuis le 26 mai 1944.

## Architecture
La voûte en cul-de-four a été orné  d'une  peinture murale du XIIe siècle représentant le Christ en Gloire .

Le retable architecturé du  maître-autel a été réalisé au XVIIIe siècle. 

## Galerie

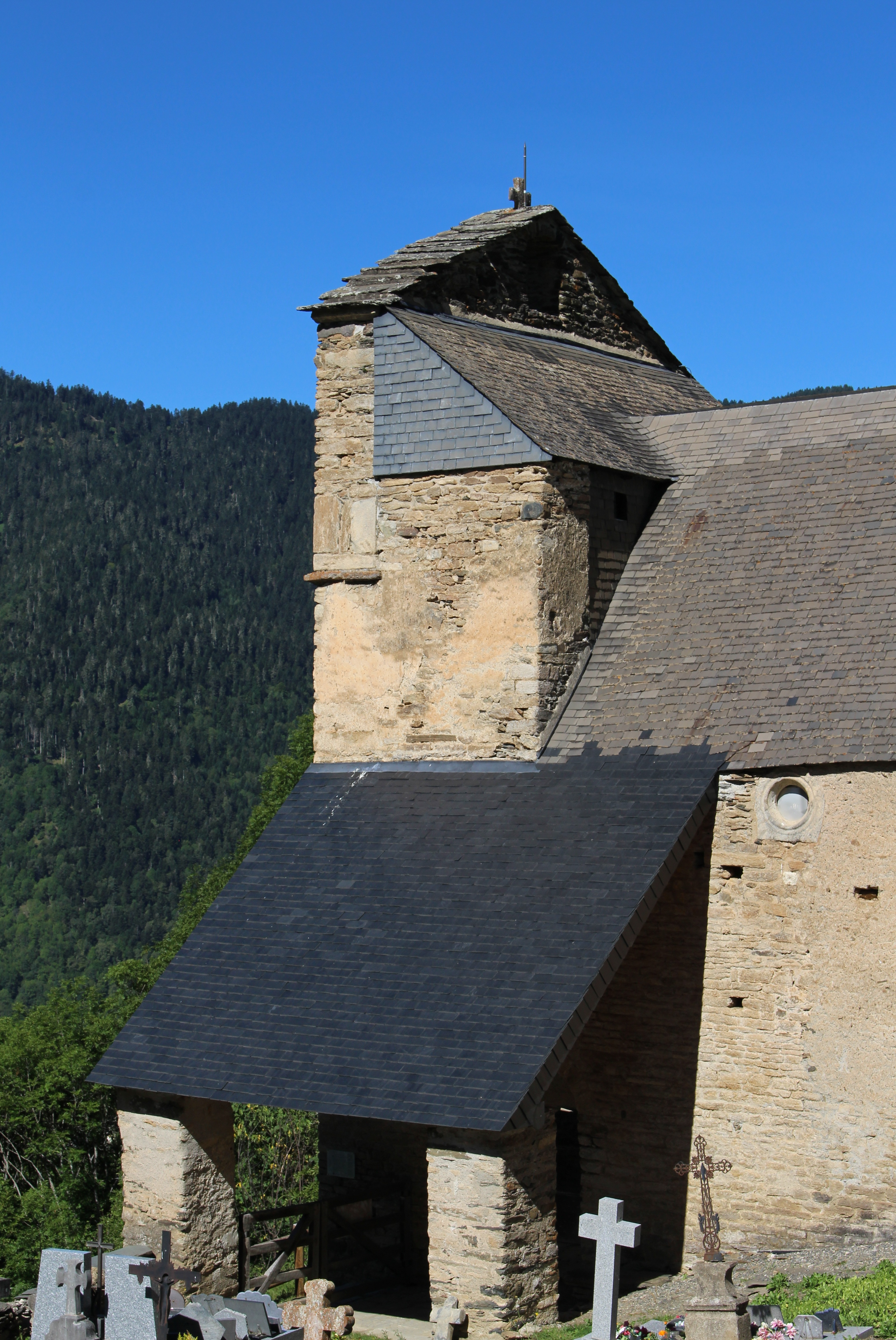
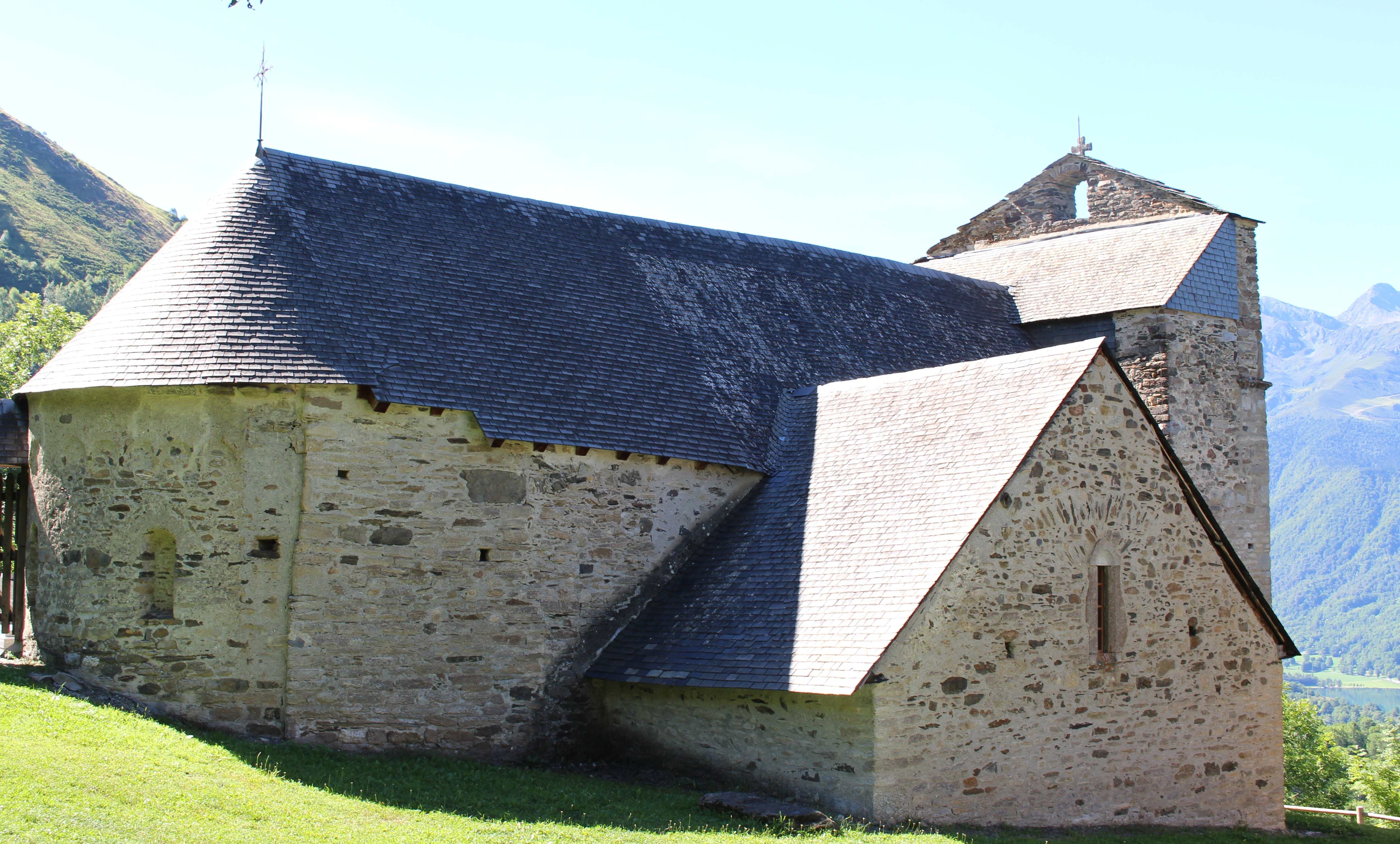
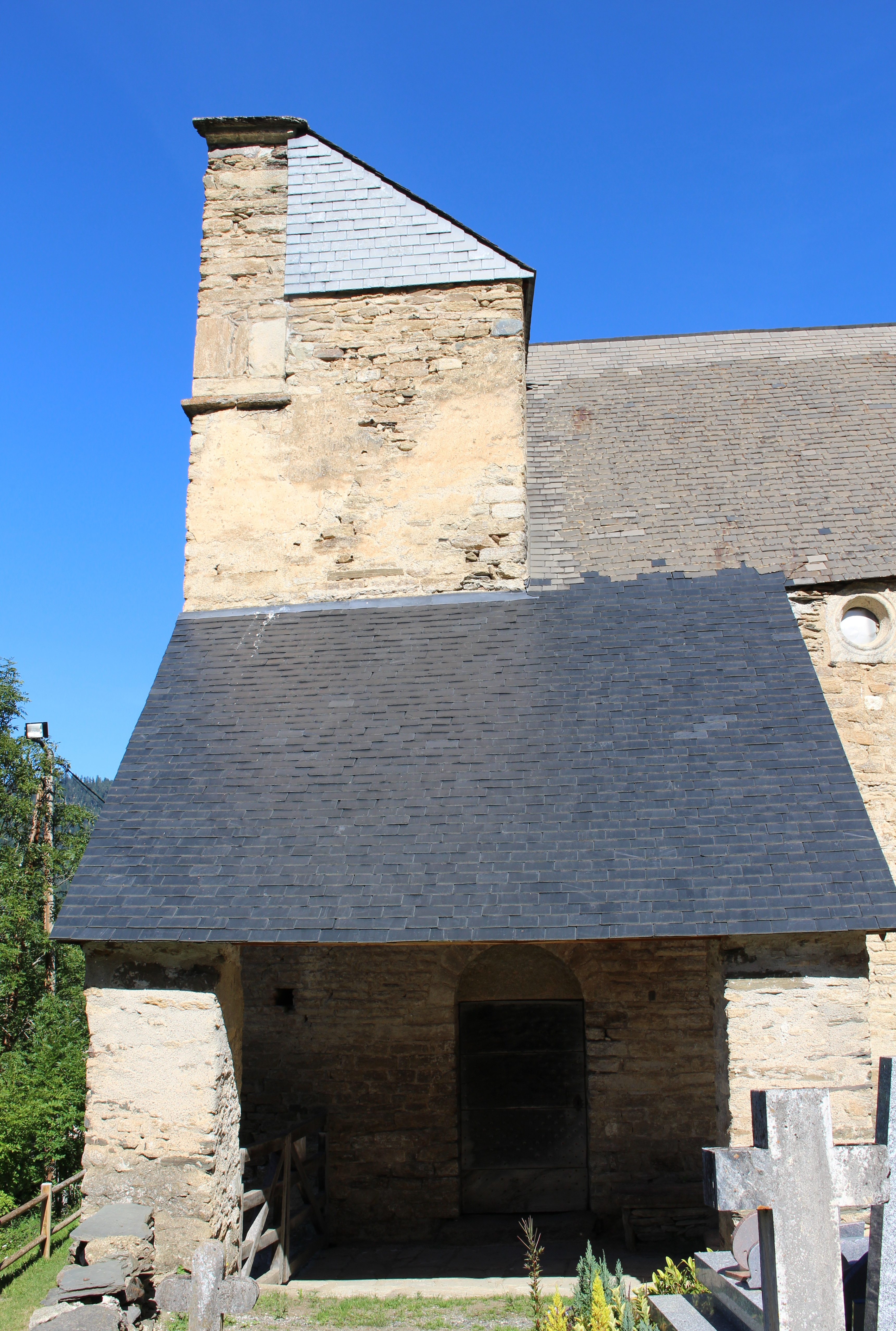
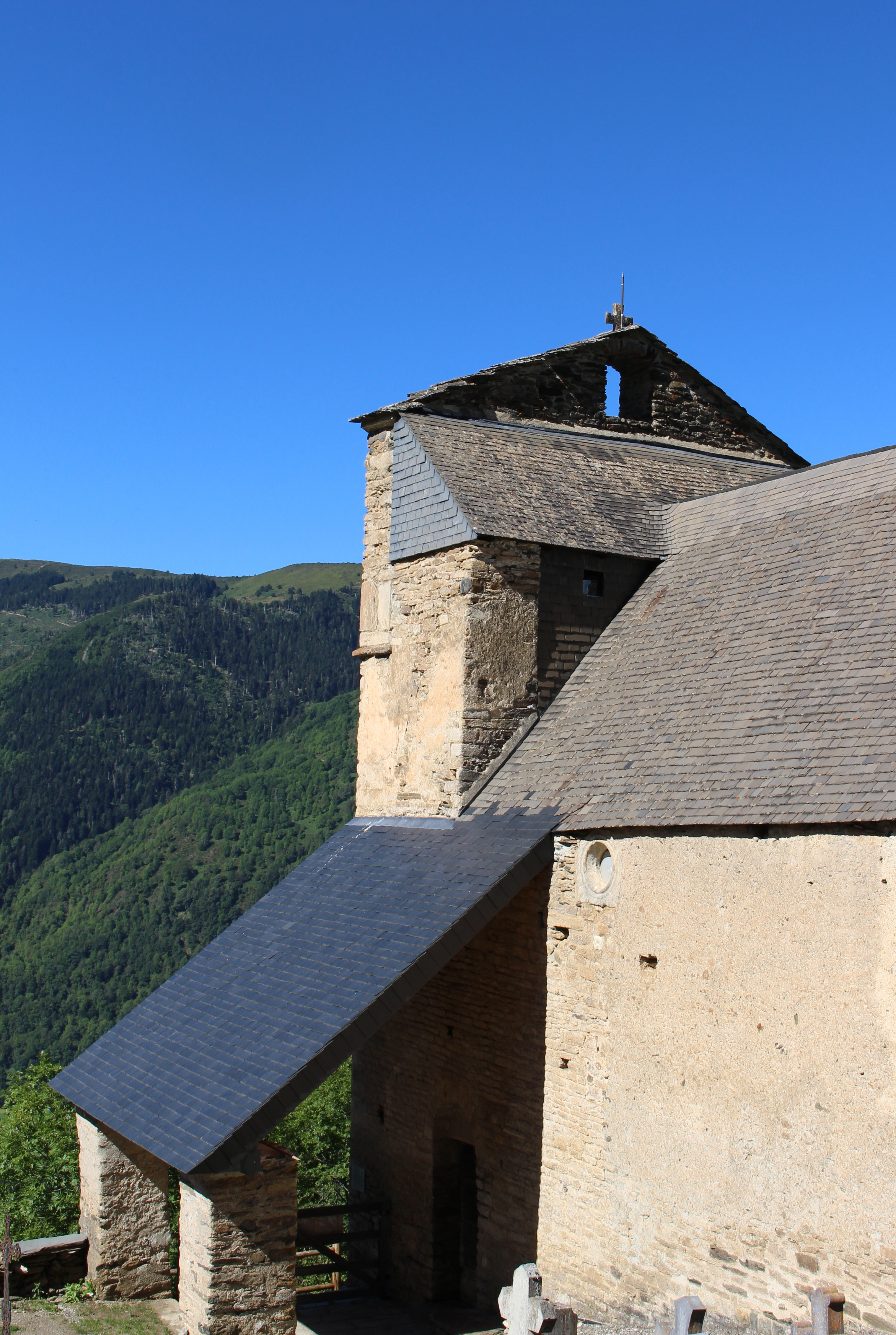